# Râul Lulua

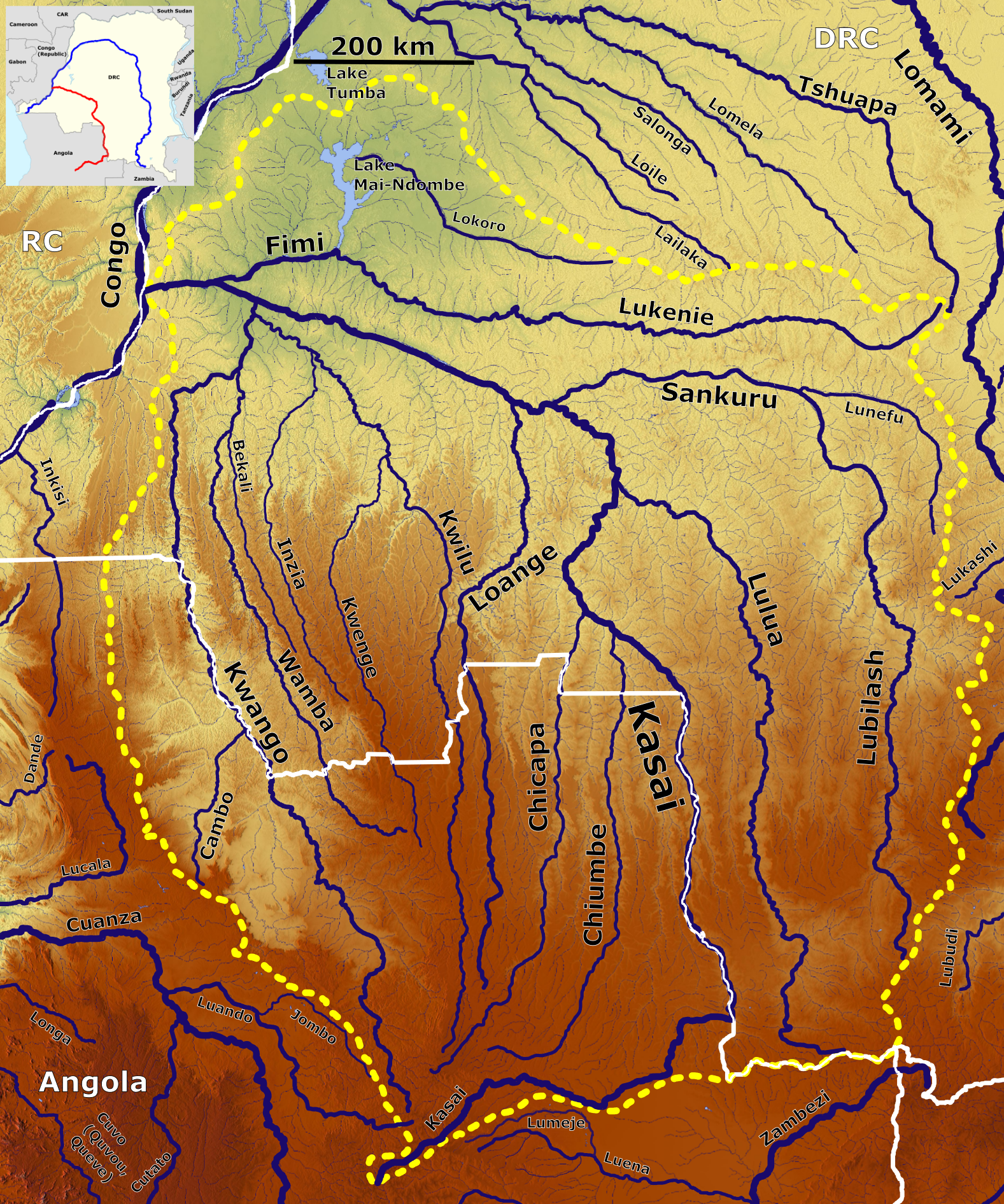
Râul Lulua în bazinul hidrografic Kasai (centru dreapta)

Râul Lulua (în franceză Rivière Lulua, în neerlandeză Lulua Rivier, în engleză Lulua River) este un râu din Bazinul Congo, din Africa, situat în Republica Democratică Congo. 
Râul Lulua este un afluent de dreapta al râului Kasai.